# 地獄中的奧菲歐
《天堂與地獄》（法語：Orphée aux enfers）或《地狱中的奥菲欧》（英語：Orpheus in the Underworld）是一部由賈克·奧芬巴哈創作的諧歌劇（opéra bouffe ，一種轻歌剧），取材于俄耳甫斯的传说。樂曲的法語版本歌詞是由朱利哈勒维所填，而後則是由赫克托 - 乔纳森所填。
這個作品首次於1858年演出，並聲稱是歷史上首個以完整长度演出的古典滑稽歌剧。奧芬巴哈的早期滑稽歌剧作品全是規模細小的作品，因為當時法國的法律禁止一些音樂項目以完整长度演出。天國與地獄序曲不只比他以前期作品長，而且比前期作品更有音樂冒險成份。
這個作品也為奧芬巴哈開拓了新的作品風格，即使用希臘神話作為作品的背景。此滑稽歌剧是對格魯克和其作品《奥菲欧与尤丽狄茜》不敬的模仿和尖刻的諷刺，而這樣令部份觀眾非常震驚。奧芬巴哈也在後繼作品中諷刺一些人和事，例如法蘭西第二帝國。
第二場第二幕的地獄舞曲，則是一個著名的古典康康舞的背景音樂。

## 外部連結
- 《地獄中的奧菲歐》：国际乐谱典藏计划上的乐谱
- Amadeus Almanac (1858), 訪問於2008年11月20日（页面存档备份，存于）
- Amadeus Almanac (1874), 訪問於2008年11月20日（页面存档备份，存于）
- Orphée aux enfers by Andrew Lamb, in 'The New Grove Dictionary of Opera', ed. Stanley Sadie (London, 1992) ISBN 0-333-73432-7
- The Opera Goer's Complete Guide by Leo Melitz, 1921年版本。
- Information about the operetta from Musical Theatre Guide（页面存档备份，存于）
- Information from the NODA website（页面存档备份，存于）
- Information from Answers.com（页面存档备份，存于）